# Hallock
Hallock település az Amerikai Egyesült Államok Minnesota államában, Kittson megyében, melynek megyeszékhelye is. Lakosainak száma 906 fő (2020. április 1.).

## Népesség
A település népességének változása:

| 2010 | 981 |
| 2020 | 906 |